# Кінта-де-Тількоко
Кінта-де-Тількоко (ісп. Quinta de Tilcoco) — місто в Чилі. Адміністративний центр однойменної комуни. Населення — 5.850 осіб (2002). Місто і комуна входить до складу провінції Качапоаль і регіону Лібертадор-Хенераль-Бернардо-О'Хіггінс.
Територія — 93 км². Чисельність населення — 13 002 мешканця (2017). Щільність населення — 139,8 чол./км².

## Розташування
Місто розташоване за 31 км на південний захід від адміністративного центру області міста Ранкагуа.
Комуна межує:
- на півночі — з комуною Коїнко
- на сході — з комуною Ренго
- на півдні — з комуною Мальйоа
- на заході — з комуною Сан-Вісенте-де-Тагуа